# Tímea Paksy
Tímea Paksy (Budapest, 22 de enero de 1983) es una deportista húngara que compitió en piragüismo en la modalidad de aguas tranquilas. Ganó 18 medallas en el Campeonato Mundial de Piragüismo entre los años 2002 y 2010, y 22 medallas en el Campeonato Europeo de Piragüismo entre los años 2002 y 2009.

## Palmarés internacional
| Campeonato Mundial | Campeonato Mundial           | Campeonato Mundial | Campeonato Mundial |
| Año                | Lugar                        | Medalla            | Competición        |
| ------------------ | ---------------------------- | ------------------ | ------------------ |
| 2002               | Sevilla (España)             | Medalla de oro     | K4 200 m           |
| 2002               | Sevilla (España)             | Medalla de bronce  | K4 1000 m          |
| 2003               | Gainesville (Estados Unidos) | Medalla de oro     | K2 200 m           |
| 2003               | Gainesville (Estados Unidos) | Medalla de oro     | K2 1000 m          |
| 2003               | Gainesville (Estados Unidos) | Medalla de bronce  | K1 200 m           |
| 2005               | Zagreb (Croacia)             | Medalla de oro     | K4 1000 m          |
| 2005               | Zagreb (Croacia)             | Medalla de bronce  | K4 500 m           |
| 2006               | Szeged (Hungría)             | Medalla de oro     | K1 200 m           |
| 2006               | Szeged (Hungría)             | Medalla de oro     | K4 200 m           |
| 2006               | Szeged (Hungría)             | Medalla de oro     | K4 500 m           |
| 2006               | Szeged (Hungría)             | Medalla de oro     | K4 1000 m          |
| 2007               | Duisburgo (Alemania)         | Medalla de oro     | K4 1000 m          |
| 2007               | Duisburgo (Alemania)         | Medalla de plata   | K2 500 m           |
| 2007               | Duisburgo (Alemania)         | Medalla de plata   | K4 200 m           |
| 2007               | Duisburgo (Alemania)         | Medalla de plata   | K4 500 m           |
| 2009               | Dartmouth (Canadá)           | Medalla de plata   | K1 4 × 200 m       |
| 2009               | Dartmouth (Canadá)           | Medalla de plata   | K4 200 m           |
| 2010               | Poznań (Polonia)             | Medalla de plata   | K1 4 × 200 m       |
| Campeonato Europeo |                              |                    |                    |
| Año                | Lugar                        | Medalla            | Competición        |
| 2002               | Szeged (Hungría)             | Medalla de oro     | K4 1000 m          |
| 2002               | Szeged (Hungría)             | Medalla de plata   | K4 200 m           |
| 2004               | Poznań (Polonia)             | Medalla de oro     | K2 500 m           |
| 2004               | Poznań (Polonia)             | Medalla de plata   | K2 200 m           |
| 2004               | Poznań (Polonia)             | Medalla de bronce  | K1 200 m           |
| 2005               | Poznań (Polonia)             | Medalla de plata   | K4 200 m           |
| 2005               | Poznań (Polonia)             | Medalla de plata   | K4 500 m           |
| 2006               | Račice (República Checa)     | Medalla de oro     | K4 200 m           |
| 2006               | Račice (República Checa)     | Medalla de oro     | K4 500 m           |
| 2006               | Račice (República Checa)     | Medalla de oro     | K4 1000 m          |
| 2006               | Račice (República Checa)     | Medalla de plata   | K1 200 m           |
| 2007               | Pontevedra (España)          | Medalla de oro     | K2 500 m           |
| 2007               | Pontevedra (España)          | Medalla de oro     | K4 1000 m          |
| 2007               | Pontevedra (España)          | Medalla de plata   | K4 200 m           |
| 2007               | Pontevedra (España)          | Medalla de plata   | K4 500 m           |
| 2007               | Pontevedra (España)          | Medalla de bronce  | K2 200 m           |
| 2008               | Milán (Italia)               | Medalla de oro     | K4 200 m           |
| 2008               | Milán (Italia)               | Medalla de oro     | K4 1000 m          |
| 2008               | Milán (Italia)               | Medalla de plata   | K4 500 m           |
| 2009               | Brandeburgo (Alemania)       | Medalla de oro     | K4 200 m           |
| 2009               | Brandeburgo (Alemania)       | Medalla de plata   | K1 200 m           |
| 2009               | Brandeburgo (Alemania)       | Medalla de plata   | K1 4 × 200 m       |